# Система фильтрации воды
Система фильтрации воды — комплект взаимодополняющего оборудования, направленного на обеспечение механической, биологической, химической фильтрации, а также обеззараживание воды с помощью специальных уф-ламп. Системы фильтрации применяются как для обработки питьевой воды, так и очистки воды в водоёмах, например, в прудах, садовых аквариумах, бассейнах.

## Механическая фильтрация
Механическая фильтрация — первичный этап очистки воды. На данной стадии вода освобождается от крупных частиц грязи. Эта часть очистки имеет очень важное значение. При сокращении количества крупных частиц, попадающих в биофильтр, эффективность биофильтрации повышается во много раз. Также снижение в фильтре количества твердых частиц сокращает время очищения самой системы и позволяет использовать для этих целей значительно меньше воды.

## Биологическая фильтрация
Она используется для оптимизации азотного цикла путём создания подходящей среды обитания для нитрифицирующих бактерий. Этой средой обитания является фильтрующая среда. При этом бактерии имеют постоянный приток пищи (то есть отходов) и кислорода благодаря протеканию аквариумной воды через фильтр. В любом фильтре (механическом или химическом), если оставить его в аквариуме так, чтобы через него постоянно текла вода, образуется необходимая популяция бактерий, и тогда он частично превратится в биологический фильтр. Биологические фильтры необходимо беспокоить как можно реже. Вода должна протекать через них постоянно — если отключить её более чем на час, бактерии, участвующие в азотном цикле, погибнут из-за нехватки кислорода и снова потребуется время для биологического "созревания" фильтра. Помните о том, что на это уйдет несколько недель, а за это время ваши рыбы, скорее всего, умрут из-за отравления аммиаком и нитритами. Время от времени за биологическим фильтром необходим уход — например, промывка губки механической очистки. Однако это следует делать крайне осторожно. Некоторые процедуры ухода за фильтром приводят к гибели населяющих фильтр бактерий, о чем уже упоминалось выше. Поэтому при очистке фильтра в аквариуме с биологической фильтрацией следует проявлять особую осторожность. Слишком кислая вода может ограничить эффективность биологической фильтрации. Иногда можно встретить утверждения, что если рН меньше 6,5, то это ниже оптимального уровня для деятельности населяющих фильтр бактерий. Однако на практике оказывается, что биологическая фильтрация действует даже при гораздо более низких значениях рН.

## Химическая фильтрация
Для такой фильтрации используются наполнители, изменяющие состав воды химическим способом. Химическая фильтрация применяется для улучшения качества воды или для изменения её химического состава. Для химической фильтрации используются следующие материалы:
- уголь (активированный уголь, активированный древесный уголь) — для удаления красящих веществ (например, метиленовой сини), некоторых лекарственных препаратов, дубильных веществ (например, торфа), а также некоторых загрязняющих веществ;
- кораллы (толчёные кораллы или коралловый песок) — для увеличения или буферизации рН;
- известняковая (доломитовая) крошка — для увеличения или буферизации рН;
- торф — для снижения рН;
- цеолит (натуральная ионообменная смола) — для удаления аммиака. Обратите внимание, что использование цеолита может быть только краткосрочной мерой и делать это стоит только в неотложных случаях (например, чтобы скомпенсировать временное повышение содержания аммиака).

Оно не может служить заменой азотного цикла. Через короткое время цеолит теряет свою эффективность, в результате чего рыбы могут подвергнуться воздействию смертельно опасной концентрации аммиака. Уголь также имеет ограниченный период действия, и его нужно регулярно заменять. Поскольку предпочтительно удалять загрязняющие вещества из воды ещё до того, как вы нальёте её в аквариум, обычно нет необходимости использовать уголь на постоянной основе в аквариумном фильтре. Он обладает замечательной способностью удалять некоторые лекарственные вещества по окончании курса лечения. По этой причине во время лечения уголь, конечно, не следует использовать. Торф тоже необходимо регулярно обновлять. Кораллы и известняк способны сохранять эффективность очень долго.